# Lácio (região moderna)
O Lácio (em italiano Lazio; em latim Latium) é uma região da Itália central com 5,7 milhões de habitantes e 17203 km², cuja capital é Roma. Tem limites ao norte com a Toscana e Úmbria, a leste com as Marcas, Abruzos e Molise, ao sul com a Campânia e a oeste com o mar Tirreno.
O Lácio estende-se da cordilheira dos Apeninos, espinha dorsal da península Itálica, ao mar Tirreno. Seu nome, originalmente Latium, remete aos latinos, povo do qual os romanos descendem e cujo idioma, o latim, tornou-se a língua formal do Império Romano, tendo sido amplamente difundido nos territórios sob o seu domínio. De enorme importância histórica e cultural, foi o local onde Roma foi fundada, acredita-se que no século VIII a.C. O nome da região acabou por denominar também o internacionalmente conhecido clube de futebol da capital do país (SS Lazio).

## Etimologia
O nome da região sobrevive também na designação tribal da antiga população dos latinos, que deram origem ao povo romano. Na mitologia romana diz-se que o obscuro rei Latino deu seu nome à região. A lingüística moderna postula que as origens do nome "Lácio" residem na raiz proto-indo-europeia (PIE) *stela- ("espalhar", "estender"), que expressa ideia de "terreno de natureza plana" (em contraste ao terreno de maior altitude dos vizinhos sabinos). Porém, o nome também pode ter suas origens numa língua ainda anterior, não indo-europeia (vide entrada do Online Etymological Dictionary). Uma vez que "Lácio" é mais respeitado como designação para a Roma Antiga, o termo não é usado como classificação ou designação em mapas ou globos.

## História

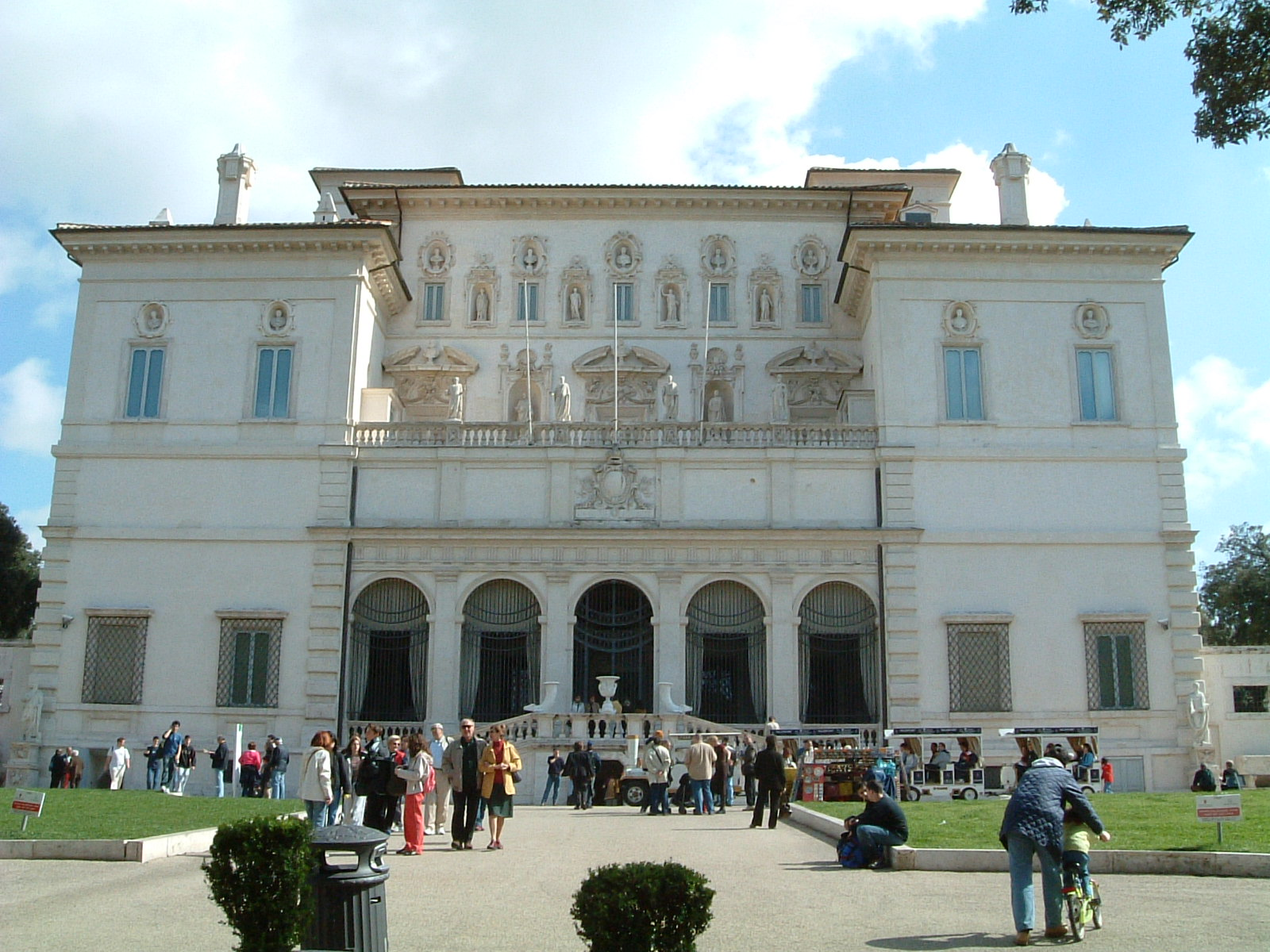
Galleria Borghese em Roma.

A região do Lácio é o lar de populações agrícolas sedentárias da língua indo-europeia desde o início da Idade do Bronze. Inicialmente conhecida pelos ricos mercadores micênicos do final do segundo milênio a.C., a região observou, por sua vez, alguns raros assentamentos fenícios e gregos, que assumiram a forma de postos comerciais costeiros, acompanhados de fazendas.
A região que se tornaria o Lácio era povoada, nos séculos anteriores à habitação dos romanos, por diversos povos, alguns de origem não indo-europeia. Foi dominada pelos etruscos, tanto cultural como politicamente, mas era uma região com várias culturas locais, onde cada cidade-Estado possuía a sua própria, de alguma forma relativa à Grécia. De fato, o comércio com os gregos e com os fenícios influenciou fortemente a cultura etrusca, que adquiriu seu alfabeto (depois herdado por Roma) e alguns traços culturais a partir destas duas fontes.
Ao mesmo tempo em que as tribos indo-europeias mais tardias deslocavam-se em direção à Grécia, outras tribos, de parentesco próximo, invadiram muitas outras regiões, incluindo aquela que um dia se tornaria a Itália. Entre estas tribos estavam os povos que hoje chamam-se latinos, que se estabeleceram no (que hoje se chama) Lácio. Inicialmente foram vistos como recém-chegados - um tipo de subclasse - pela maioria das pessoas das cidades-estados locais.
Sua chegada, entretanto, sujeitou essas cidades-locais a uma grande dose de imperialismo. Terminaram unindo-se contra os etruscos e contra os samnitas, tomando parte numa série de guerras que só terminariam em 338 a.C., culminando com sua cidade principal, Roma, exercendo domínio sobre toda a região. Após a Guerra Social (91–88 a.C.), Roma concedeu cidadania a todos os povos da região.
O Lácio é de grande importância para a história, as artes, a arquitetura, a religião e para a cultura em geral. O imenso patrimônio da cidade de Roma forma apenas uma parte da riqueza que se estendia pelas centenas de cidades, vilas, abadias, igrejas, monumentos e outros locais da região.

## Administração
Esta região é composta de cinco províncias:
| Província              | Área (km²) | População | Densidade (hab./km²) |
| ---------------------- | ---------- | --------- | -------------------- |
| Província de Frosinone | 3.244      | 496.545   | 153,1                |
| Província de Latina    | 2.251      | 543.844   | 241,4                |
| Província de Rieti     | 2.749      | 158.545   | 57,7                 |
| Província de Roma      | 5.352      | 4.097.085 | 765,5                |
| Província de Viterbo   | 3.612      | 314.690   | 87,1                 |